# Хэллисей, Брайан
Брайан Хэллисей (англ. Brian Hallisay, род. 31 октября 1978) — американский актёр, известный благодаря своим ролям на телевидении.

## Жизнь и карьера
Хэллисей родился в Вашингтоне, округ Колумбия и в 2000 году окончил со степенью в области экономики и истории Корнеллский университет. В 2005 году, после нескольких лет работы на Уолл-стрит, он решил начать карьеру актёра, дебютировав в эпизоде сериала «Особый отдел». С тех пор он появился в ряде телевизионных шоу, включая «Без следа», «Медиум», «Риццоли и Айлс» и «Следствие по телу». На регулярной основе он снимался в недолго просуществовавшем сериале The CW «Избалованные» в сезоне 2008—2009 годов.
Хэллисей наиболее известен благодаря своей роли в сериале Lifetime «Список клиентов», где он снимался с 2012 по 2013 год. На съемках шоу он начал встречаться с Дженнифер Лав Хьюитт, игравшей ведущую роль. Они тайно поженились осенью 2013 года, а 26 ноября 2013 года Хьюитт родила их первого ребёнка — дочь Отем Джеймс Хэллисей. 24 июня 2015 года у пары родился сын Аттикус Джеймс Хэллисей. В сентябре 2021 года у пары родился сын Эйдан Джеймс Хэллисей.
В 2014 году Хэллисей сыграл второстепенные роли в двух сериалах ABC мыльной тематики, «Любовницы» и «Месть».

## Фильмография
| Год  | Название на русском | Название на английском | Роль             | Примечания      |
| ---- | ------------------- | ---------------------- | ---------------- | --------------- |
| 2006 | Стильные штучки     | Bottoms Up             | Хайден Филд      | Direct-to-video |
| 2011 | Хостел 3            | Hostel: Part III       | Скотт            | Direct-to-video |
| 2014 | Джезабель           | Jessabelle             | Марк             |                 |
| 2014 | Снайпер             | American Sniper        | Капитан Гиллеспи |                 |

| Год       | Название на русском                 | Название на английском                     | Роль               | Примечания                                                        |
| --------- | ----------------------------------- | ------------------------------------------ | ------------------ | ----------------------------------------------------------------- |
| 2005      | Особый отдел                        | The Inside                                 | Джейк Каррингтон   | Эпизод: «Aidan»                                                   |
| 2005      | Сильное лекарство                   | Strong Medicine                            | Джордж Хармон      | Эпизод: «Chief Complaints»                                        |
| 2006      | Без следа                           | Without a Trace                            | Алекс Старк        | Эпизод: «Win Today»                                               |
| 2006      | Детектив Раш                        | Cold Case                                  | Джимми Бруно       | Эпизод: «Forever Blue»                                            |
| 2006      |                                     | A.K.A.                                     | Марко Беннетт      | Пилот                                                             |
| 2007      | C.S.I.: Место преступления Нью-Йорк | CSI: NY                                    | Эмери Гейбл        | Эпизод: «Heart of Glass»                                          |
| 2007      | Кости                               | Bones                                      | Бен Михельсон      | Эпизод: «The Glowing Bones in 'The Old Stone House'»              |
| 2007      | Биобаба                             | Bionic Woman                               | Марк Стивенс       | Эпизод: «Faceoff»                                                 |
| 2008      | Медиум                              | Medium                                     | Шон Кови           | Эпизод: «Lady Killer»                                             |
| 2008-2009 | Избалованные                        | Privileged                                 | Уилл Дэвис         | Регулярная роль, 18 эпизодов                                      |
| 2009      | Иствик                              | Eastwick                                   | Морган             | Эпизод: «Fleas and Casserole»                                     |
| 2011      |                                     | Love Bites                                 | Джордан            | Пилот                                                             |
| 2011      | Риццоли и Айлс                      | Rizzoli & Isles                            | Крис Данбар        | Эпизод: «My Own Worst Enemy»                                      |
| 2012      | Двойник                             | Ringer                                     | Агент ФБР Петтибон | Эпизоды: «What Are You Doing Here, Ho-Bag?» и «I’m the Good Twin» |
| 2013      | Следствие по телу                   | Body of Proof                              | Джеффри Данте      | Эпизод: «Lost Souls»                                              |
| 2012-2013 | Список клиентов                     | The Client List                            | Кайл Паркс         | Регулярная роль, 22 эпизода                                       |
| 2014      | Любовницы                           | Mistresses                                 | Бен Оделл          | Второстепенная роль                                               |
| 2014—2015 | Месть                               | Revenge                                    | Бен Хантер         | Регулярная роль, 22 эпизода                                       |
| 2016      | Особо тяжкие преступления           | Major Crimes                               | Бо МакЛарен        | Эпизод: «N.S.F.W.»                                                |
| 2018      | Морская полиция: Спецотдел          | NCIS: Naval Criminal Investigative Service | Дэвид Крокер       | Эпизод: «Dark Secrets»                                            |
| 2019      | 9-1-1                               | 9-1-1                                      | Даг Кэндел         | со 2 сезона                                                       |